# Carex membranacea
Carex membranacea là một loài thực vật có hoa trong họ Cói. Loài này được Hook. mô tả khoa học đầu tiên năm 1824 publ. 1825.